# Safir (foguete)

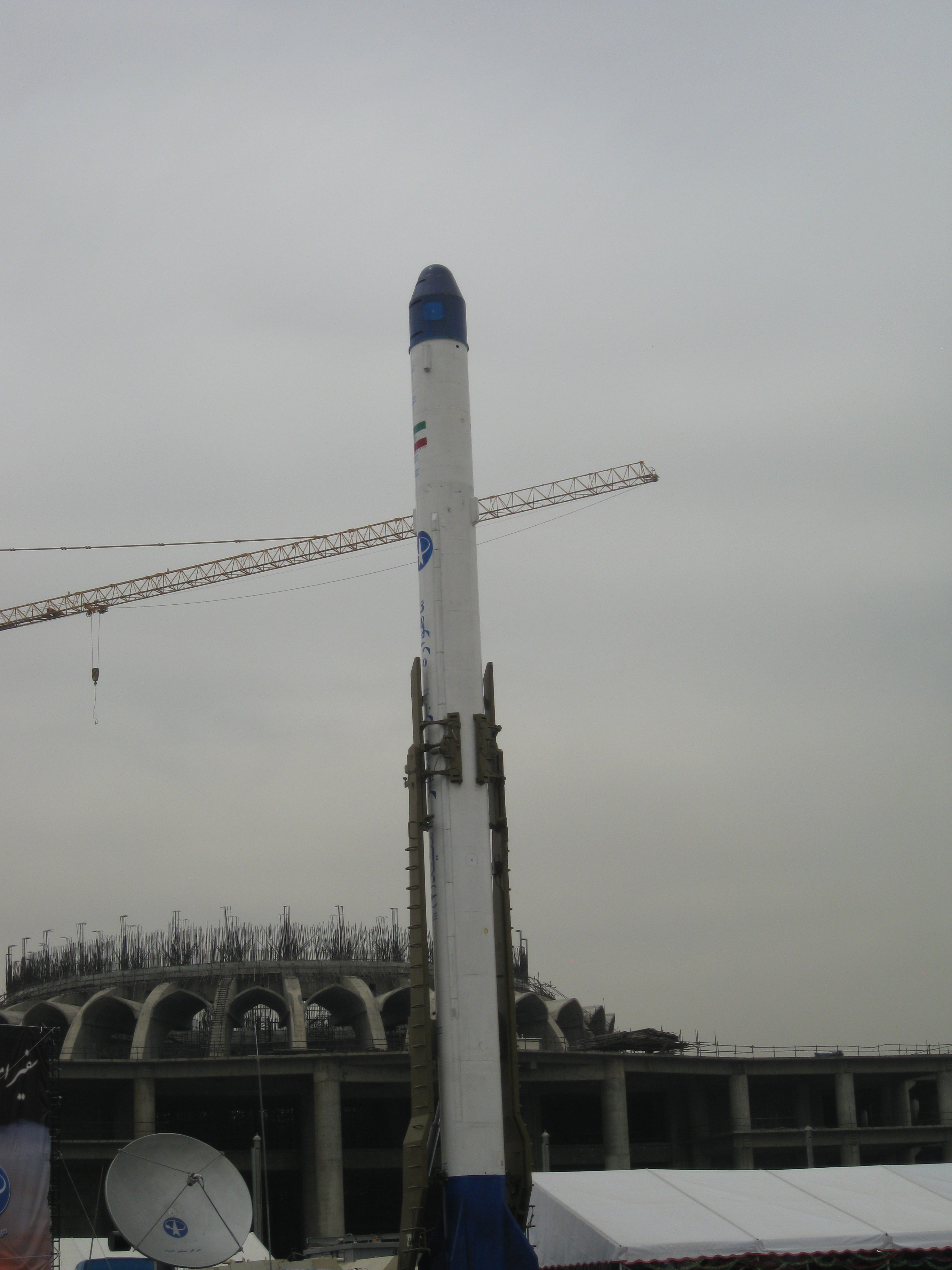
Foguete Safir

O Safir (em persa: سفیر, significando "embaixador") é o primeiro veículo lançador descartável iraniano que é capaz de colocar um satélite em órbita. O primeiro lançamento orbital bem sucedido usando o sistema de lançamento Safir ocorreu em 2 de fevereiro de 2009, quando um foguete Safir colocou o satélite Omid em uma órbita de 245,2 km (152,4 milhas) de apogeu.